# Largo (Florida)
Largo város az Amerikai Egyesült Államok Florida államában, Pinellas megyében. Lakosainak száma 82 485 fő (2020. április 1.).

## Népesség
A település népességének változása:

| 2010 | 77 648 |
| 2020 | 82 485 |